# 1926 год в телевидении
Список 1926 год в телевидении описывает события в телевидении, произошедшие в 1926 году.

## События

### Январь
- 26 января — шотландский инженер Джон Лоуги Бэрд, получивший известность за создание первой механической телевизионной системы, в своей лаборатории в Лондоне продемонстрировал передачу изображения для членов Королевского института и репортёров газеты The Times. Это был первый в мире показ настоящей телевизионной системы, демонстрирующая движущиеся изображения в градациях серого цвета.

### Май
- 29 мая — основана радиовещательная компания Yle (с 1959 — телевещание).

### Август
- 18 августа — впервые по телевидению транслируется карта погоды, отправленная из крупного радиоузла NAA, расположенным в Арлингтоне, штат Вирджиния в Национальное управление океанических и атмосферных исследований в Вашингтоне, округ Колумбия.

### Сентябрь
- 9 сентября — первая радиопередача в эфире Финляндии, этот день в Суоми считается днём рождения регулярной вещательной деятельности.

### Ноябрь
- 15 ноября — Запущен NBC в качестве радиовещания (с 1939 года — телевещание).

### Декабрь
- 25 декабря — японский исследователь и конструктор доктор Такаянаги демонстрирует систему, использующую механический диск Нипкова и фотоэлектрическую трубку в передающем устройстве и впервые в мире при помощи электронно-лучевой трубки продемонстрировал 40-строчное неподвижное изображение японского иероглифа каны イ[1].